# Premiér Portugalska
Předseda vlády Portugalska (portugalsky: Primeiro-Ministro da República Portuguesa) je hlavou vlády Portugalska. Přestože je portugalský politický systém poloprezidentský, premiér je nejdůležitější politickou figurou v zemi a drží většinu výkonné moci. Jmenuje ho prezident republiky obvykle po parlamentních volbách poté, co vyslechne strany zastoupené v parlamentu.
Obvykle je premiérem jmenován vůdce největší strany, ale v průběhu let se našly i výjimky z tohoto pravidla. Například prezident António Ramalho Eanes se v letech 1978 až 1980 třikrát odchýlil od tohoto pravidla, ale žádná z takto vytvořených vlád nedokázala vládnout. Předseda vlády musí do deseti dnů od svého jmenování předložit program své vlády a musí požádat parlament o důvěru. Funkční období předsedy vlády končí jeho rezignací nebo úmrtím, případně když zákonodárný sbor zamítne vládní program, nedá mu důvěry, přijme návrh na vyslovení nedůvěry. Premiéra může také odvolat prezident republiky, je-li to dle něj nezbytné pro řádné fungování demokratických institucí. Dva premiéři Portugalska, António Costa a José Sócrates, čelili během svého mandátu trestnímu stíhání. Moderní premiérství má v Portugalsku velkou tradici, tato funkce vznikla již roku 1834. Současnou podobu úřadu stavila ústava z roku 1976, přijatá po vítězství karafiátové revoluce a pádu salazarovského režimu. Premiér sídlí v menší budově v areálu Paláce svatého Benedikta, jenž je sídlem parlamentu. Budova byla k paláci přistavěna roku 1877. Oficiálním sídlem předsedy vlády je od roku 1938, kdy se sem nastěhoval António de Oliveira Salazar. Přestože je stále oficiálním sídlem předsedy vlády, někteří premiéři v něm bydlet odmítli.